# George Abbot (biskup)
George Abbot (* 19. října 1562 Guildford – 4. srpna 1633 Croydon) byl anglický anglikánský prelát, který byl v letech 1609–1610 biskupem lichfieldským a coventryjským a v letech 1611–1633 arcibiskupem canterburským.
Narodil se v Guildfordu a spolu se svým bratrem Robertem, budoucím biskupem salisburským, studoval na zdejší Royal Grammar School a následně na Balliolově koleji v Oxfordské univerzity. V roce 1585 se stal magistrem filosofie a v roce 1597 doktorem teologie. Následně působil v různých vedoucích funkcích univerzity, mj. byl v letech 1600 až 1605 třikrát jejím rektorem.  V této době byl také jedním z překladatelů bible krále Jakuba. Již v této době se také stal jeho hlavním protivníkem William Laud.
V roce 1608 cestoval do Skotska s Georgem, hrabětem z Dunbaru, aby se pokusil najít smíření mezi anglickou a skotskou církví. V roce 1609 jej král Jakub jmenoval biskupem lichfieldským a coventryjským a v roce 1911 arcibiskupem canterburským, přičemž se zároveň stal hlavních duchovním rádcem krále. V této funkci například významně ovlivňoval Jakubovu sňatkovou politiku, když několikrát bojoval proti sňatku mezi anglickým královským rodem a španělským římskokatolickým královským rodem. Snažil se tak například sňatek budoucího Karla I. a Marie Anny Španělské. Naopak prosadil sňatek Alžběty Stuartovny s Fridrichem Falckým.
Když nastoupil na trůn Karel I. Stuart, s kterým se Abbot dostával do sporů, tak se Abbot musel vzdálit od dvora a jeho vliv výrazně poklesl. Karel I. dával přednost Williamu Laudovi, který se také po Abbotově smrti stal jeho nástupcem ve funkci canterburského arcibiskupa.